# Erwin Weber
Erwin Weber, né le 12 juin 1959, est un ancien pilote de rallye allemand.

## Biographie
Il débuta la compétition automobile en 1981.
Ce pilote participa au championnat du monde WRC de 1985 à 1997, et régulièrement au championnat d'Europe de 1990 à 1992.
Il ne doit pas être confondu avec son compatriote Wolfgang Weber, qui remporta la Mitropa Cup en 1992 et 1995.

## Palmarès

### Titres
- Champion d'Europe des rallyes, en 1992 sur Mitsubishi Galant VR-4 (copilote Manfred Hiemer - vainqueur de 6 épreuves sur les 8 où il participe);
- Double Champion d'Allemagne des rallyes, en 1983 sur Opel Manta 400 avec Günter Wanger, et en 1991 sur Volkswagen Golf II Rallye G60 avec Manfred Hiemer;

### 14 victoires en championnat d'Europe
- 1983, 1991, 1992 et 1993: rallye Hunsrück (2e en 1984);
- 1983, 1991 et 1993: rallye ADAC-Essen;
- 1988: rallye de Bohème;
- 1991: rallye de Haute-Saxe;
- 1992: rallye Zlatni de Bulgarie;
- 1992: rallye de Pologne;
- 1992: rallye Barum de Tchéquie;
- 1992: rallye ADAC-Deutschland (rallye d'Allemagne);
- 1992: rallye Elpa Halkidiki.

### Autres victoires du championnat d'Allemagne
- ADAC-Rallye d'Allemagne en 1982;
- ADAC-Rallye Vorderpfalz en 1984;

#### Podiums en WRC
- - 3e du rallye de Côte d'Ivoire 1986 et 1987;
  - 3e du rallye d'Argentine 1987;
  - 3e du rallye de Nouvelle-Zélande 1990;

#### Résultats en rallyes-raids
- 2e du Rallye Dakar 1992 avec Manfred Hiemer sur Mitsubishi Pajero (4e en 1993, même véhicule, pour 6 participations entre 1985 et 1994).
- 2e de la Baja Portugal 1000 en 1994 avec Manfred Hiemer sur Seat Toledo Marathon.